# Profesor Tarantoga
El Profesor Tarantoga, cuyo nombre completo es Astral Sternu Tarantoga, es un astrozoólogo, viajero e inventor que aparece en algunas historias de ciencia ficción del escritor polaco Stanisław Lem.

## Características
En su origen, se lo nombraba en Diarios de las estrellas, donde aparece como autor de la introducción y de la introducción a la edición ampliada,  como amigo del aventurero espacial Ijon Tichy; más adelante, aparecería en otras obras de Lem. Algunas de ellas son Congreso de futurología (Kongres futurologiczny, 1971), Regreso a Entia (Wizja lokalna, 1982) y Paz en la Tierra (Pokój na Ziemi, 1984; publ.: 1987).
Como personaje típico, el excéntrico Profesor Tarantoga, sin llegar a ser un científico loco, sí que se corresponde en las historias de Ijon Tichy con el sabio amigo del héroe de la historia, que es mayor que él, como ocurre con el Profesor Zarkov de las aventuras de Flash Gordon, con el Profesor Tornasol de Las aventuras de Tintín y con el Profesor Bacterio de las de Mortadelo y Filemón.
El Profesor Tarantoga se enfrenta con situaciones, personas y criaturas inusuales, y en sus historias se parodian tópicos literarios y cinematográficos, si bien se tratan temas serios de ciencia, filosofía y sociología. 
Tarantoga es profesor de astrozoología en la Universidad de Fomalhaut, presidente del consejo de la comisión editorial de la Obra Completa de Ijon Tichy (Dzieła Wszystkie Ijona Tgo) y, como inventor, artífice de muchos ingenios fascinantes, en su mayoría paródicos de los típicos de la ciencia ficción.
Algunos inventos del Profesor Tarantoga aparecen en la historia Viaje 12º (Podróz dwudziesta druga), publicada por primera vez en 1954 en la colección Sésamo y otras historias (Sezam i inne opowiadania) e integrante de la serie Diarios de las estrellas: 
- Una máquina del tiempo, idea que puede remitirse a la de la novela homónima de H. G. Wells o a cualquier otra.

- Un líquido para borrar los recuerdos desagradables.

- Talones bancarios con un ocho horizontal que representa el infinito.

- Un equipo de tiradores y palancas convenientemente instalados en las paredes y en el suelo destinados a aprovechar la energía derrochada por los niños en sus juegos.

Además de la máquina que sirve para acelerar y decelerar los acontecimientos, el Profesor Tarantoga fabricó un inhibidor del tiempo. Obras suyas son también una sustancia que sirve para colorear la oscuridad y un polvo que se puede emplear para forzar a las nubes a tener formas adecuadas y mayor durabilidad. 
De su autoría es también el "peregrynator", que, aprovechando la cuarta dimensión, sirve para hacer un viaje interestelar sin moverse del sitio. Aparece en la obra de teatro La expedición del profesor Tarantoga (Wyprawa profesora Tarantogi, 1963).
No obstante, el mayor logro de este sabio fue el establecimiento de la civilización humana.
El Profesor Tarantoga también es miembro del Consejo Científico del Instituto Tichológico (Rada Naukowa Instytutu Technologicznego) y editor de la publicación trimestral Tichiana. Tal vez resida en Cracovia. 
Ijon Tichy y el Profesor Tarantoga se conocieron en las circunstancias que se refieren en el cuento Viaje 26º y último (Podróż dwudziesta szósta i ostatnia), incluido en el ciclo Diarios de las estrellas.

## Cuatro piezas del profesor Tarantoga
Se conoce como Cuatro piezas del profesor Tarantoga al ciclo compuesto por estas obras de teatro:
- 1963: Wyprawa profesora Tarantogi (La expedición del profesor Tarantoga). Obra en 6 partes. El texto fue publicado por Wydawnictwo Literackie (Editores Literarios) en el libro del mismo año Noc księżycowa (Noche de luz de luna), que reunía obras de teatro y guiones televisivos del autor polaco.[3]

- 1963: Dziwny gość profesora Tarantogi (El extraño huésped del profesor Tarantoga). Obra para la televisión. Se publicó también el texto en Noc księżycowa.

- 1963: Czarna komnata profesora Tarantogi (La habitación negra del profesor Tarantoga). Obra para la televisión. Se publicó también el texto en Noc księżycowa.

- 1979: Godzina przyjęc profesora Tarantogi (El horario de consulta del profesor Tarantoga).

## Adaptaciones de historias del personaje
- 1962: Przygody profesora Tarantogi (Una aventura del profesor Tarantoga). Telefilme polaco estrenado el 21 de septiembre de 1962.[4]
  - Escenografía: Wiesław Lange (1914 - 1988).
  - Dir. Józef Słotwiński (1908 - 2005).
  - Int: Tadeusz Kalinowski (1915 - 1969).

- 1964: Czarna komnata profesora Tarantogi (La habitación negra del profesor Tarantoga). Telefilme polaco.

- 1971: Dziwny gość profesora Tarantogi  (El extraño huésped del profesor Tarantoga). Telefilme polaco.

- 1979: Professor Tarantoga und sein seltsamer Gast (El extraño huésped del profesor Tarantoga; literalmente, El profesor Tarantoga y su extraño huésped). Telefilme de la RDA.[5]
  - Dir.: Jens-Peter Proll.
  - Int.: Eberhard Esche (1933 - 2006), Ruth Glöss (n. 1928), Elsa Grube-Deister (1926 - 2001), Volkmar Kleinert (n. 1938).

- 1992: Wyprawa profesora Tarantogi (La expedición del profesor Tarantoga). Producción teatral para la televisión polaca estrenada el 5 de septiembre de 1992.[6]
  - Escenografía: Anna Smolicka y Tadeusz Smolicki (n. 1952).
  - Dir: Maciej Wojtyszko (n. 1946).
  - Realización: Stanisław Zajączkowski.
  - Int.: Tadeusz Huk (n. 1948).

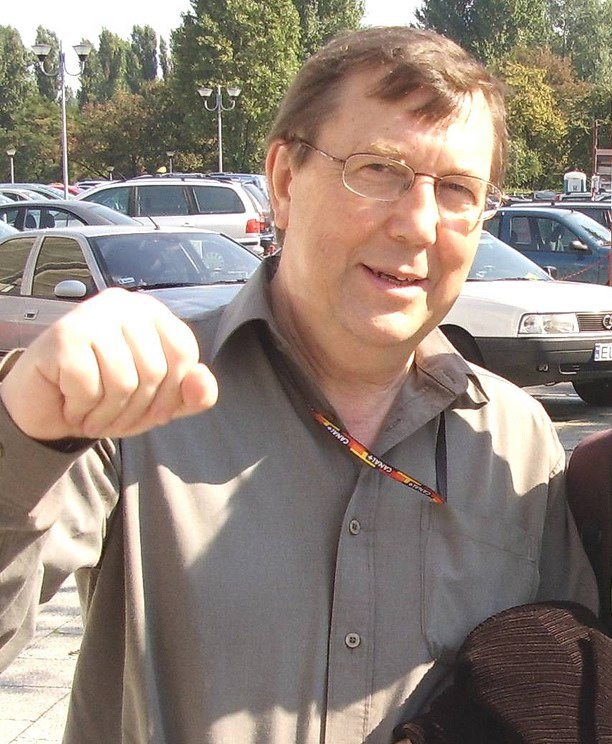
El director Maciej Wojtyszko.
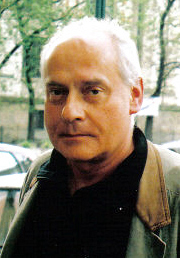
Tadeusz Huk, intérprete del personaje del Profesor Tarantoga.

## Notas y referencias

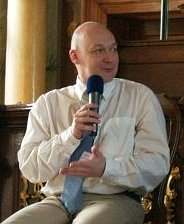
El periodista y escritor Wojciech Orliński.